# Куспій Фад

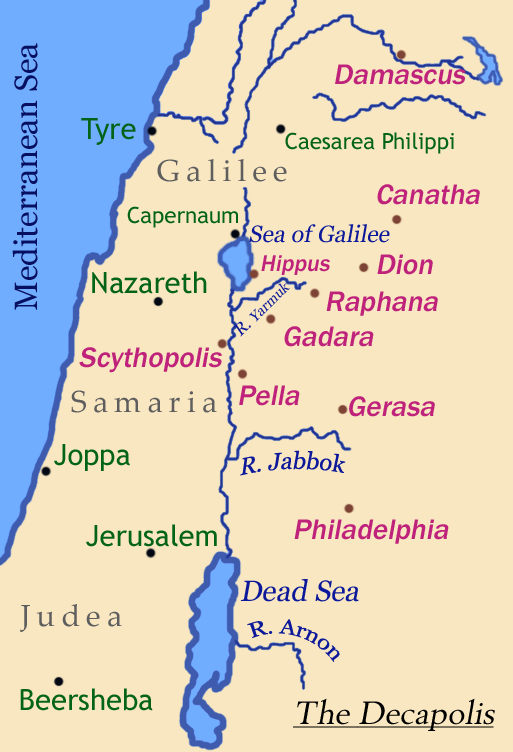
Карта Десятимістя

Куспій Фад (лат. Cuspius Fadus) — прокуратор Юдеї у 44—46 роках, римський політичний діяч середини I століття.
Куспій Фад походив із італійської родини, що жила в Пергамі. У 41—44 роках Юдея була клієнтельським царством, яким правив друг римського імператора Клавдія Ірод Агріппа I. Однак після його смерті імператор вирішив повернути владу римлян над Юдеєю. Окрім раніше приєднаних Ідумеї і Самарії, він приєднав до неї Галілею і Перею, видавши указ, що тепер Юдеєю буде правити не префект, а прокуратор. Першим прокуратором Юдеї став Куспій Фад. Під час правління Фада провінцією один з юдеїв Теуда умовив частину юдеїв забрати з собою все майно і піти за ним до Йордану. Теуда удавав із себе месію і запевняв, що накаже річці розступитися й легко перетне її. Куспій Фад вислав проти них загін кінноти, яка раптово напала на них і багатьох вбила та захопила живими. Самому Теуді відрубали голову й відвезли її в Єрусалим. Завданням Фада також був контроль кордонів. Так, юдейське населення воювало з жителями Філадельфії, міста Десятимістя. Завдяки військовому втручанню Фада ситуація стала під контролем.